# Åsane Fotball
Lo Åsane Fotball è una società calcistica norvegese con sede a Bergen, nel quartiere di Åsane, contea di Vestland.
Milita nella 1. divisjon, secondo livello del campionato norvegese. Il club è stato fondato nel 1971 e gioca le proprie partite casalinghe al Myrdal Gress Stadion, che ha una capienza di 2.180 posti.

## Allenatori
- 2004  Trond Bjørndal
- 2007-2011  Magnus Johansson
- 2011-2013  Morten Røssland[1]
- 2014-2016  Kjetil Knutsen[2]
- 2017-2018  Mons Ivar Mjelde
- 2019-2024  Morten Røssland
- 2024-oggi  Eirik Bakke

## Palmarès

### Competizioni nazionali
- 2. divisjon: 2

2001 (gruppo 2), 2014 (gruppo 3)

### Altri piazzamenti
- 2. divisjon:

Secondo posto: 2019 (gruppo 2)
Terzo posto: 2000 (gruppo 1), 2003 (gruppo 3), 2004 (gruppo 3), 2012 (gruppo 3)

## Organico

### Rosa 2025
Rosa aggiornata al 13 aprile 2025.
| N. |                     | Ruolo | Calciatore            |
| -- | ------------------- | ----- | --------------------- |
| 1  | Norvegia (bandiera) | P     | Simen Lillevik        |
| 3  | Norvegia (bandiera) | D     | Eirik Wollen Steen    |
| 4  | Norvegia (bandiera) | D     | Eirik Lereng          |
| 5  | Norvegia (bandiera) | C     | Einar Iversen         |
| 6  | Norvegia (bandiera) | D     | Ola Heltne-Nilsen     |
| 8  | Norvegia (bandiera) | C     | Emil Sildnes          |
| 9  | Norvegia (bandiera) | A     | Erling Myklebust      |
| 10 | Norvegia (bandiera) | C     | Kristoffer Barmen     |
| 11 | Norvegia (bandiera) | A     | Steffen Lie Skålevik  |
| 12 | Norvegia (bandiera) | P     | Oliver Andreas Madsen |
| 14 | Norvegia (bandiera) | D     | Knut Haga             |
| 15 | Norvegia (bandiera) | D     | Sander Strand         |
| 16 | Norvegia (bandiera) | C     | Didrik Fredriksen     |

| N. |                     | Ruolo | Calciatore           |
| -- | ------------------- | ----- | -------------------- |
| 17 | Svezia (bandiera)   | C     | Nobel Gebrezgi       |
| 18 | Norvegia (bandiera) | C     | Ole Kallevåg         |
| 20 | Norvegia (bandiera) | C     | Stian Nygard         |
| 21 | Nigeria (bandiera)  | C     | Efe Lucky            |
| 22 | Norvegia (bandiera) | D     | Dennis Møller Wolfe  |
| 23 | Norvegia (bandiera) | A     | Sebastian Haugland   |
| 24 | Svezia (bandiera)   | P     | Sebastian Selin      |
| 26 | Norvegia (bandiera) | C     | Malte Fismen         |
| 28 | Norvegia (bandiera) | D     | Patrick André Wik    |
| 32 | Norvegia (bandiera) | D     | Andreas Vindheim     |
| 45 | Norvegia (bandiera) | C     | Sverre Haga          |
| 54 | Norvegia (bandiera) | C     | Amund Fossum Sundsøy |

### Staff tecnico
- Eirik Bakke - Allenatore
- Tom Mangersnes - Assistente